# Sigrid Keler
Sigrid Keler, geb. Mehle (* 26. Mai 1942 in Herrnstadt, Landkreis Guhrau, Provinz Niederschlesien) ist eine deutsche Politikerin (SPD). Von 1996 bis 2008 war sie Finanzministerin des Landes Mecklenburg-Vorpommern.

## Biografie

### Ausbildung und Beruf
Nach dem Abitur 1960 absolvierte Sigrid Keler ein praktisches Jahr und begann 1961 ein Studium der Volkswirtschaftslehre an der Universität Leipzig, welches sie 1965 als Diplom-Wirtschafterin beendete. Anschließend war sie als wissenschaftliche Mitarbeiterin bei den Chemischen Werken Buna und ab 1971 beim VEB Faserplattenwerk Ribnitz-Damgarten, zuletzt als Abteilungsleiterin für Absatzplanung, Bilanzierung und Vertragsgestaltung, tätig.
Sigrid Keler ist verheiratet und hat zwei Kinder.

### Politik
Partei: 1990 wurde Keler Mitglied der SPD der DDR. Von 1990 bis 2001 war sie Schatzmeisterin des SPD-Landesverbandes Mecklenburg-Vorpommern.
Abgeordnete Seit 1990 ist sie Mitglied des Landtages von Mecklenburg-Vorpommern. Hier war sie von Dezember 1990 bis Mai 1996 Vorsitzende des Finanzausschusses.

### Öffentliche Ämter
Am 7. Mai 1996 wurde Sigrid Keler als Finanzministerin in die von Ministerpräsident Berndt Seite (CDU) geführte Landesregierung von Mecklenburg-Vorpommern berufen. In dieser Funktion gehörte sie auch der seit dem 3. November 1998 von Harald Ringstorff (SPD) geleiteten Regierung an.
Am 6. August 2008 gab Ringstorff bekannt, dass Keler zum 3. Oktober 2008 als Ministerin zurücktreten werde.
Von Mai 2010 bis Dezember 2012 war Keler als erste Frau Vorstandsmitglied des F.C. Hansa Rostock und dort für die Finanzen des Vereins zuständig.
Des Weiteren ist sie Mitglied des Präsidiums der Deutschen Wildtier Stiftung.
Seit dem 1. Januar 2021 ist sie Vorsitzende des Verwaltungsrats des Norddeutschen Rundfunks, dem sie seit 2013 angehört.